# Saint-Omer Open
O Saint-Omer Open é um torneio anual masculino de golfe profissional, que foi disputado no Saint-Omer Golf Club, em Saint-Omer, na França. Foi criado em 1997 e, um ano depois, fez parte do calendário do MasterCard Tour, antes de assumir o seu lugar no Challenge Tour para a temporada de 2000. Passou a integrar, em 2003, no calendário oficial do PGA European Tour.
O jogador português de golfe José-Filipe Lima vence a edição de 2016 do torneio, marcou 275 tacadas, nove abaixo do par do campo.

## Campeões
No Challenge Tour
| Ano                                   | Campeão               | País        | Pontuação   | Par         | Margem      | Vice-campeões                  |
| Najeti Open                           | Najeti Open           | Najeti Open | Najeti Open | Najeti Open | Najeti Open | Najeti Open                    |
| ------------------------------------- | --------------------- | ----------- | ----------- | ----------- | ----------- | ------------------------------ |
| 2016                                  | José-Filipe Lima* (2) | Portugal    | 275         | −9          | 2 tacadas   | Thomas Detry Alessandro Tadini |
| Najeti Open presented by Neuflize OBC |                       |             |             |             |             |                                |
| 2015                                  | Sébastien Gros        | França      | 270         | −14         | 6 tacadas   | Thomas Linard                  |
| Najeti Hotels et Golfs Open           |                       |             |             |             |             |                                |
| 2014                                  | Jordi García Pinto    | Espanha     | 277         | −7          | 3 tacadas   | Carlos Aguilar                 |

Torneio de dual-classificação
| Ano                                       | Campeão                     | País                        | Pontuação                   | Par                         | Margem                      | Vice-campeão(ões)                                                       |
| Najeti Hotels et Golfs Open               | Najeti Hotels et Golfs Open | Najeti Hotels et Golfs Open | Najeti Hotels et Golfs Open | Najeti Hotels et Golfs Open | Najeti Hotels et Golfs Open | Najeti Hotels et Golfs Open                                             |
| ----------------------------------------- | --------------------------- | --------------------------- | --------------------------- | --------------------------- | --------------------------- | ----------------------------------------------------------------------- |
| 2013                                      | Simon Thornton              | Irlanda                     | 279                         | −5                          | Playoff                     | Tjaart van der Walt                                                     |
| Saint-Omer Open presented by Neuflize OBC |                             |                             |                             |                             |                             |                                                                         |
| 2012                                      | Darren Fichardt             | África do Sul               | 279                         | −5                          | 3 tacadas                   | Gary Lockerbie                                                          |
| 2011                                      | Matthew Zions               | Austrália                   | 276                         | −8                          | 7 tacadas                   | Peter Gustafsson Craig Lee Daniel Denison                               |
| 2010                                      | Martin Wiegele              | Áustria                     | 277                         | −7                          | 2 tacadas                   | Pelle Edberg Matt Haines Robert Dinwiddie Jamie Elson Raphaël Jacquelin |
| Saint-Omer Open                           |                             |                             |                             |                             |                             |                                                                         |
| 2009                                      | Christian Nilsson           | Suécia                      | 271                         | −13                         | 6 tacadas                   | José-Filipe Lima1                                                       |
| 2008                                      | David Dixon                 | Inglaterra                  | 279                         | −5                          | 1 tacada                    | Christian Nilsson                                                       |
| Open de Saint-Omer                        |                             |                             |                             |                             |                             |                                                                         |
| 2007                                      | Carl Suneson                | Espanha                     | 276                         | −8                          | 3 tacadas                   | François Calmels Peter Fowler Marcus Higley                             |
| Aa St Omer Open                           |                             |                             |                             |                             |                             |                                                                         |
| 2006                                      | César Monasterio            | Argentina                   | 274                         | −10                         | 1 tacada                    | Martin Maritz Henrik Nyström                                            |
| 2005                                      | Joakim Bäckström            | Suécia                      | 280                         | −4                          | Playoff                     | Paul Dwyer                                                              |
| 2004                                      | Philippe Lima*              | França                      | 279                         | −5                          | 1 tacada                    | Alessandro Tadini                                                       |
| 2003                                      | Brett Rumford               | Austrália                   | 269                         | −15                         | 5 tacadas                   | Ben Mason                                                               |

No Challenge Tour
| Ano             | Campeão              | País            | Pontuação       | Par             |
| Aa St Omer Open | Aa St Omer Open      | Aa St Omer Open | Aa St Omer Open | Aa St Omer Open |
| --------------- | -------------------- | --------------- | --------------- | --------------- |
| 2002            | Nicolas Vanhootegem  | Bélgica         | 277             | −7              |
| 2001            | Sébastien Delagrange | França          | 272             | −20             |
| 2000            | Pascal Edmond        | França          | 274             | −18             |

No MasterCard Tour
| 1999 | Alastair Forsyth   | Escócia    |
| 1998 | Shaun Webster      | Inglaterra |
| 1997 | Cédric Hoffstetter | França     |

*Lima é um cidadão com dupla nacionalidade da França e de Portugal. Até o final de 2004, ele representou a França e usou a forma francesa do seu nome.